# Whitesnake
Pour les articles homonymes, voir White Snake (homonymie).
Whitesnake est un groupe de hard rock britannique, originaire de Middlesbrough, dans le Yorkshire. Le groupe est formé en 1977 par le chanteur David Coverdale, rejoint ensuite par Jon Lord et Ian Paice, tous trois anciens membres de Deep Purple. Whitesnake connait d'abord le succès en Europe et au Japon, avant de percer aux États-Unis au milieu des années 1980.
David Coverdale est le seul membre permanent du groupe, qui connait de très nombreux changements de musiciens. Durant ses premières années, sa musique est un hard rock orienté vers le blues. Les albums Ready an' Willing ou Come an' Get It sont d'ailleurs des classiques du hard blues. Par la suite, la musique du groupe prend progressivement une nouvelle direction, avec un son heavy metal, parfois proche du glam metal.

## Biographie

### Formation (1978)
David Coverdale forme Whitesnake en 1978, à Middlesbrough, Cleveland, au nord-est de l'Angleterre. La formation travaille sous le nom de The White Snake Band sur l'album White Snake (1977) et sur sa tournée. Ses musiciens tournent avec Coverdale et participent à ses deux albums, White Snake (1977) et Northwinds (1978), entre son départ de Deep Purple et son entrée au sein de Whitesnake. À cette période, le groupe se compose de David Coverdale, Bernie Marsden, Micky Moody, Neil Murray, le batteur David « Duck » Dowle et le claviériste Brian Johnston. Johnston est ensuite remplacé par l'ancien claviériste de Procol Harum, Pete Solley.

### Débuts et succès (1978–1983)
Whitesnake enregistre l'EP Snakebite, qui est publié en 1978 et qui comprend une reprise de la chanson Ain't No Love in the Heart of the City de Bobby « Blue » Bland, le premier hit du groupe orienté New wave of British heavy metal qui atteint les classements musicaux. L'EP a quelque succès au Royaume-Uni, et est plus tard réédité accompagné de quatre chansons bonus issues du deuxième album solo de Coverdale, Northwinds (1978), produit par Roger Glover.
Le premier album studio de Whitesnake orienté blues rock, Trouble, est publié en automne 1978 et atteint la 50e place de l'UK Albums Chart. Sur cet album, on retrouve Jon Lord, l'ancien claviériste de Deep Purple, en remplacement de Petter Solley. Whitesnake tourne en Europe en soutien à l'album, et son premier album live Live at Hammersmith, est enregistré à cette tournée, et est publié au Japon en 1979. 
Whitesnake publie Lovehunter en 1979, qui suscite la polémique à cause de sa couverture réalisée par Chris Achilleos, représentant une femme nue flirtant avec un serpent. L'album atteint le Top 30 britannique et comprend la chanson à petit succès Long Way from Home, qui atteint la 55e place des classements. Peu après, Ian Paice (Deep Purple) intègre le groupe en remplacement de David Dowle. 

La nouvelle formation enregistre l'album Ready an' Willing (1980), qui atteint le Top 10 britannique et qui fait pour la première fois son entrée au Top 100 américain. Le single Fool for Your Loving, que le groupe a écrit pour B.B. King, atteint la 13e place des classements britanniques, et la 53e aux classements américains. 

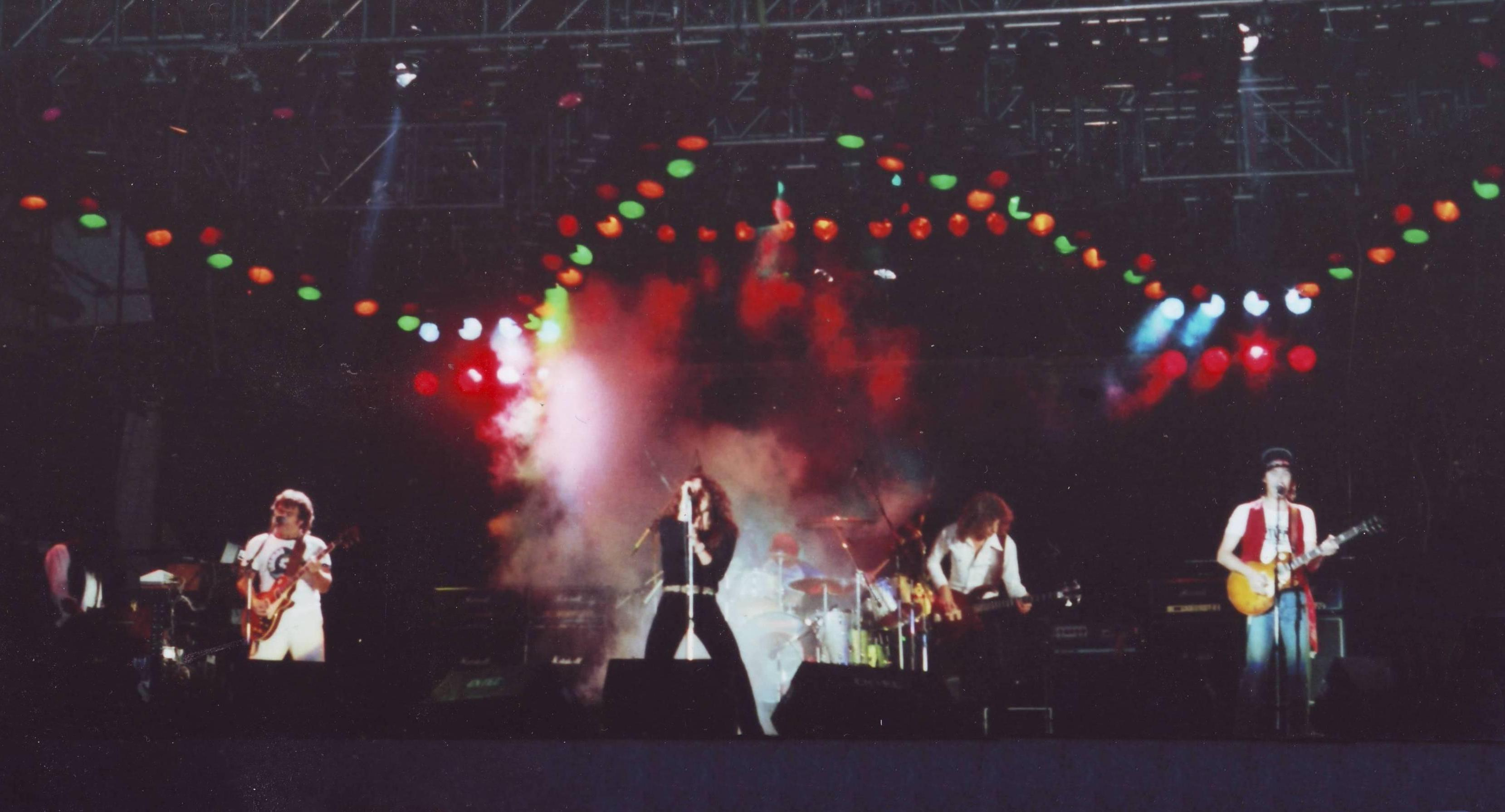
Whitesnake au Reading Festival à Reading (Berkshire), Angleterre, 1980.

Pendant la tournée Ready an' Willing, le groupe participe au Reading Festival de 1980, qui sera diffusé en live sur BBC Radio 1 au Royaume-Uni.Toujours méconnus aux États-Unis, le succès modeste de Ready an' Willing (1980) aide Whitesnake à attirer l'intérêt général et à ouvrir pour des groupes comme Jethro Tull et AC/DC.  
Le groupe publie aussi Live...In the Heart of the City, qui comprend des chansons enregistrées entre 1978 et 1980 au Hammersmith Odeon de Londres, et atteint la 5e place des classements britanniques. 

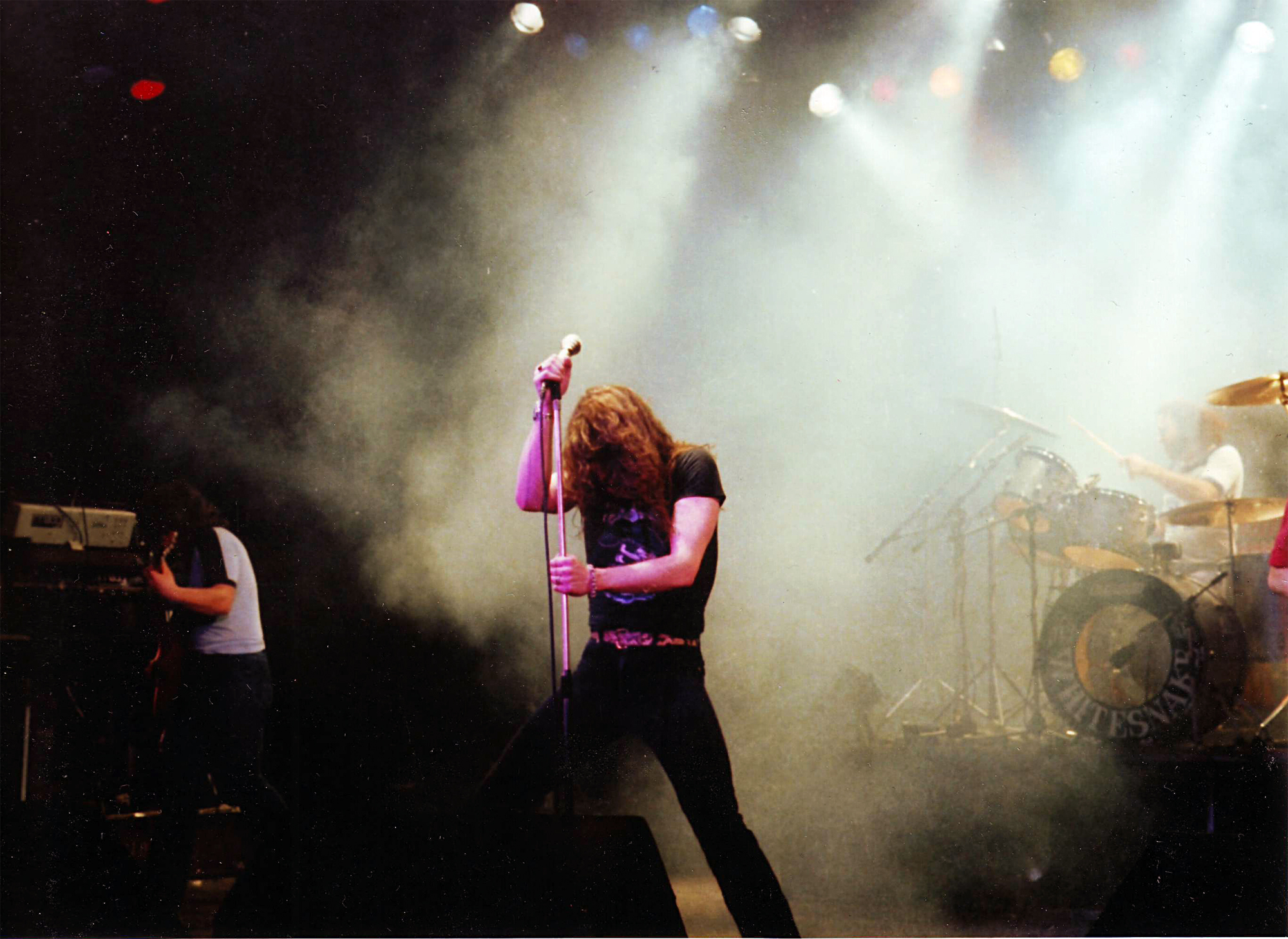
Whitesnake sur scène au Hammersmith Odeon, Londres, 1981.

En 1981, le groupe enregistre l'album Come an' Get It, qui atteint la 2e place des classements britanniques.
Après les enregistrements de l'album Saints and Sinners (1982), David Coverdale remplace Bernie Marsden, Ian Paice et le bassiste Neil Murray par Mel Galley de Trapeze, le bassiste Colin Hodgkinson, et le batteur Cozy Powell. Saints and Sinners atteint le top 10 britannique et comprend la chanson Here I Go Again, qui fait participer le claviériste Malcolm Birch du groupe local Pegasus. La nouvelle formation joue entre 1982 et 1983, comme notamment au festival Monsters of Rock de Castle Donington en août 1983, et le single Guilty of Love atteint la 31e place des classements britanniques.

### Popularité et nouveau style musical (1983–1985)

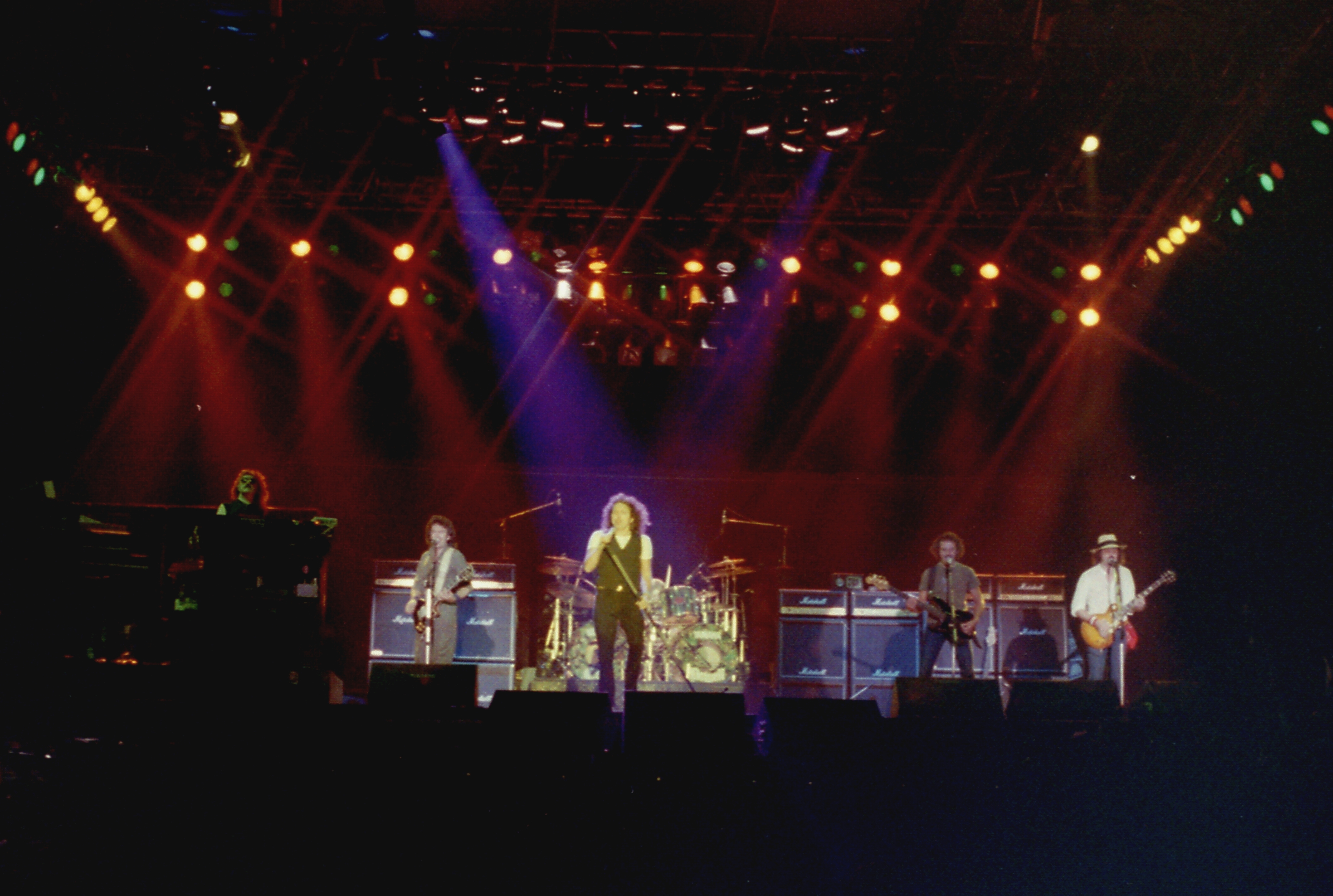
Whitesnake sur scène en 1983.

À la fin de 1983, le groupe enregistre Slide It In, qui est publié en Europe au début de 1984. Il s'agit de son quatrième album à atteindre le top 10 britannique. À cette période, le groupe signe un contrat avec le label Geffen Records. L'album Slide It In (1984) est accueilli d'une manière mitigée, notamment à cause de son mix « plat ». Le groupe, en tournée, remplace Moody avec l'ancien guitariste de Thin Lizzy, John Sykes, et assiste au retour du bassiste Neil Murray. Le producteur David Geffen insiste sur le fait que l'album soit remixé pour sa sortie aux États-Unis. En plus du remix, Sykes et Murray réenregistrent les morceaux de basse et de guitare. Cette version revue de l'album est publié aux États-Unis en avril 1984. Slide It In (1984) peine à atteindre le top 40 américain, mais il est certifié double-disque de platine trois ans plus tard. Slide It In (1984) comprend les hits adult-oriented rock : Slow an' Easy et Love Ain't No Stranger, ainsi que la chanson-titre. À ce moment, Geffen souhaite de Coverdale qu'il « prenne enfin l'Amérique au sérieux. »
En tournée au printemps 1984, Mel Galley se brise le bras lors d'un accident, et John Sykes devient le seul guitariste pour les dates suivantes. Quelques semaines plus tard, Jon Lord quitte le groupe pour reformer Deep Purple Mk. II, et est remplacé par le claviériste Richard Bailey. Le groupe joue aux États-Unis avec d'autres artistes et groupes comme Dio et Quiet Riot.

### Succès aux États-Unis (1985–1988)
Lancés en 1985, Coverdale et Sykes commencent à écrire un nouvel album. L'approche est plus moderne. Sykes jouerait de la guitare solo et rythmique pendant presque tout l'album. Cozy Powell quitte le groupe pour rejoindre Emerson, Lake and Powell. Deux musiciens originaires de nord de l'Angleterre sont recrutés pour l'enregistrement de l'album : le batteur Aynsley Dunbar, et le claviériste Don Airey d'Ozzy Osbourne et de Rainbow.
L'album est intitulé 1987 en Europe et Serpens Albus au Japon, et représente le plus grand succès du groupe aux États-Unis. Guidé par l'A&R John Kalodner, il est certifié octuple disque de platine aux États-Unis. Le succès de Whitesnake (1987) dope les ventes de Slide It In (1984) et devient certifié disque de platine. L'album continue son ascension entre 1987 et 1988, atteignant la 2e place au Royaume-Uni, et la 8e aux États-Unis,. L'album est un succès commercial et, en 1988, le groupe est nommé d'un Brit Award dans la catégorie de meilleur groupe britannique. L'album comprend les hits Here I Go Again (#1 US Billboard Hot 100 et #9 UK Singles Chart) et la power ballad Is This Love (#2 US et #9 UK),. Here I Go Again est le réenregistrement de Saints and Sinners. Les autres singles à succès de l'album sont Still of the Night  (#16 UK et #79 US) et Give Me All Your Love (#18 UK et #48 US en 1988),.

### Slip of the Tongue(1988–1999)
Le guitariste Vivian Campbell quitte Whitesnake à la fin de 1988 à cause de divergences créatives, et la nouvelle formation enregistre l'album Slip of the Tongue. Pour les enregistrements de l'album, le guitariste Adrian Vandenberg se blesse sérieusement et ne peut plus jouer. c'est Steve Vai qui le remplacera. Après publication, Slip of the Tongue (1989) se vend à trois millions d'exemplaires, et atteint la 10e place des classements américains et britanniques,. L'album comprend trois singles : une version retravaillée de leur chanson Fool for Your Loving (#37 US et #43 UK), The Deeper the Love (#28 US et #35 UK) et Now You're Gone (#31 UK et #96 US),.
Une nouvelle formation est assemblée pour leur album Whitesnake's Greatest Hits en 1994. Elle embarque pour une brève tournée européenne, avec l'ancien guitariste de Ratt, Warren DeMartini, le batteur Denny Carmassi, le retour du bassiste Rudy Sarzo et le guitariste Adrian Vandenberg. 
En 1997, Coverdale et Vandenberg se réunissent pour un nouvel album de Whitesnake, Restless Heart. L'album marque le retour du groupe à ses racines Blues Rock. L'album atteint le Top 40 britannique et contient la ballade blues Too Many Tears, qui atteint la 46e place du classement britannique. L'album fait participer Carmassi, Vandenberg, le bassiste de tournée de Pink Floyd, Guy Pratt, et le claviériste Brett Tuggle, qui a joué avec Coverdale-Page.

### Reformation (2002–2007)
En décembre 2002, Coverdale réunit Whitesnake pour une tournée spéciale 25 ans, au cours de laquelle il est rejoint par Doug Aldrich de Dio, Reb Beach de Winger, le bassiste Marco Mendoza, le batteur Tommy Aldridge et le claviériste Timothy Drury. En 2003, le groupe participe au Rock Never Stops Tour avec d'autres groupes de rock célèbres. Sa formation de tournée reste stable au début de 2005, mais Mendoza quitte le groupe pour former Soul Sirkus et est remplacé par Uriah Duffy. En février 2006, Whitesnake publie un DVD live intitulé Live... In the Still of the Night, aet annonce une tournée au Japon et en Europe. En juin 2006, Coverdale est annoncé avoir signé Whitesnake avec Steamhammer/SPV Records, qui publiera un album live intitulé Live : In the Shadow of the Blues en novembre 2006 au Royaume-Uni, en Allemagne, en Suisse, et en Autriche.
En juin 2007, le groupe publie un double CD/DVD intitulé 1987 20th Anniversary Collector's Edition pour marquer le 20e anniversaire de son album 1987. Cette version remasterisée de l'album contient le coffret Shadow of the Blues Live.Il comprend aussi quatre chansons bonus. En décembre 2007, Aldridgequitte le groupe, et est remplacé par Chris Frazier, qui a travaillé avec Eddie Money, Edgar Winter et The Tak Matsumoto Group.

### Good to Be Bad(2008–2010)

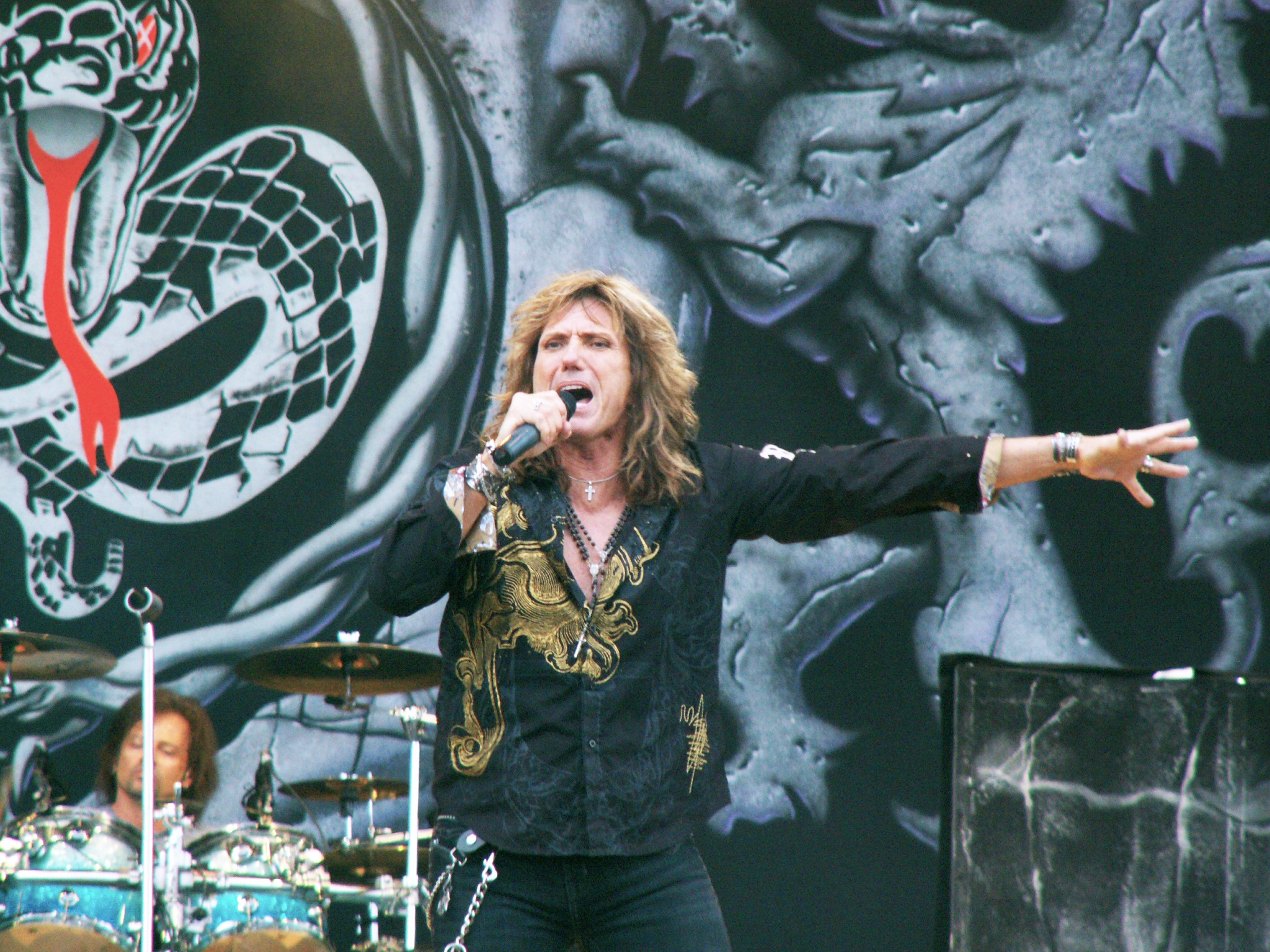
Whitesnake - Nijmegen 2008

En mars 2008, Whitesnake joue au festival Rock2Wgtn, qui fait aussi participer Ozzy Osbourne, Kiss, Poison, Alice Cooper et Lordi. En avril, le groupe publie son dixième album, Good to Be Bad, qui atteint la 5e place du UK Album Chart. En été, Whitesnake participe à une tournée britannique avec Def Leppard. 
Le 11 février 2009, Whitesnake annonce sa venue au Download Festival, le 14 juin via son site web.Le 17 mars, Whitesnake est annoncé en soutien à la tournée américaine de Judas Priest. 
Au début de février 2010, David Coverdale annonce avoir retrouvé sa voix à la suite d'un accident. En juin, Whitesnake annonce la sortie d'un nouveau vin, un 2008 Zinfandel. Le 18 juin, Whitesnake se sépare du bassiste Uriah Duffy et du batteur Chris Frazier, ce dernier remplacé par le batteur de Billy Idol, Brian Tichy. Le 20 août, Whitesnake annonce l'arrivée de son nouveau bassiste, Michael Devin. Le  13 septembre, le claviériste Timothy Drury annonce son départ de Whitesnake pour une carrière solo. Drury ne revient aux claviers que pour l'album Forevermore.

### Forevermore(2011–2015)

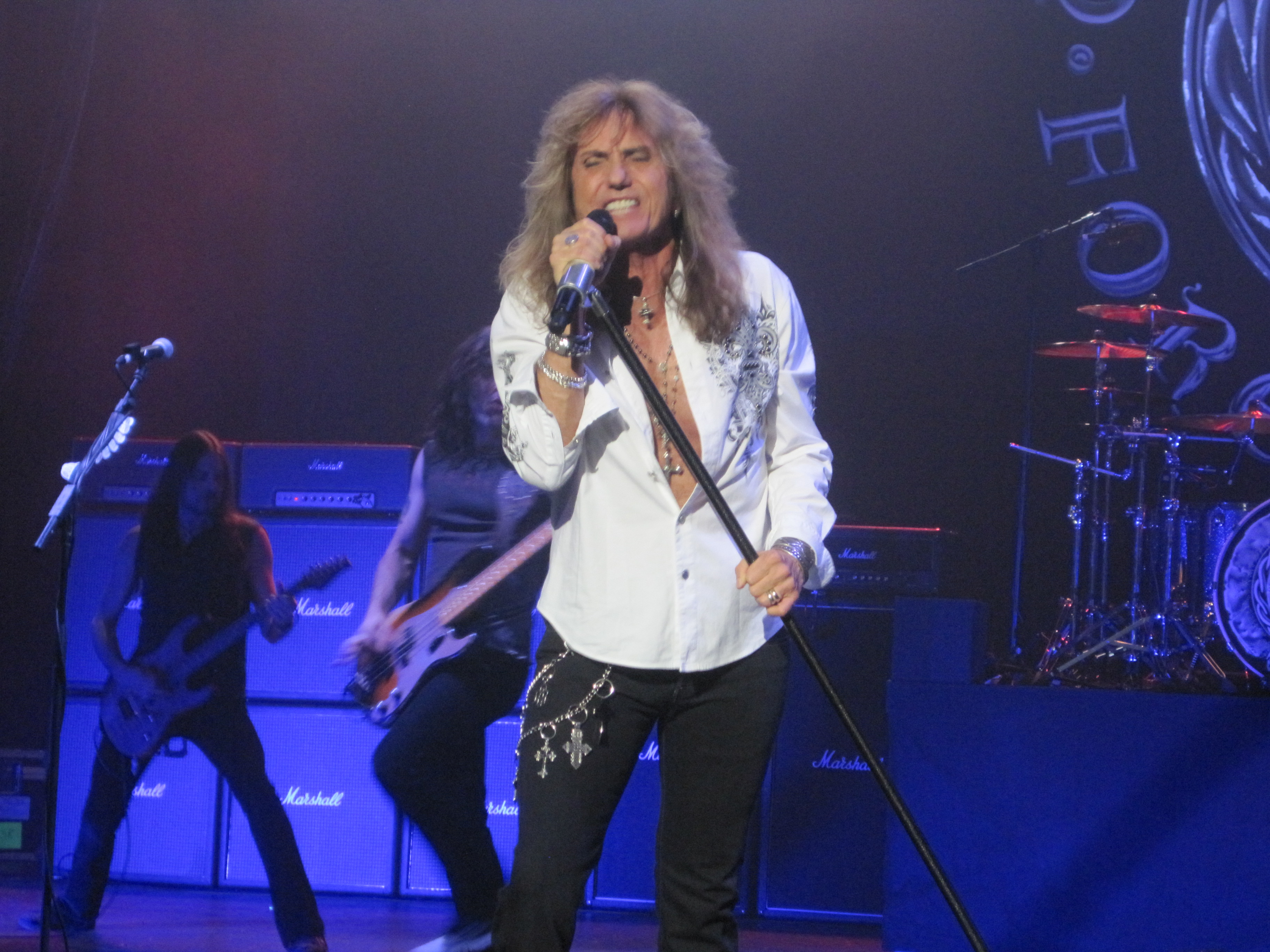
David Coverdale au O2 Apollo Manchester, le 17 juin 2011.

Whitesnake publie Forevermore, le 25 mars 2011 en Europe, et le 29 juin en Amérique du Nord. Une version numérique du single Love Will Set You Free est publiée le 21 février. L'album Forevermore est publiée en édition spéciale « Snakepack » au magazine Classic Rock le 25 mars 2011. Le 20 mars, Whitesnake annonce l'arrivée du claviériste Brian Ruedy au Forevermore World Tour. Un album live, Live at Donington 1990, est publié le 20 mai au Japon, le 3 juin en Europe et le 7 juin aux États-Unis. 

En juillet 2012, David Coverdale annonce un album live et un DVD de la tournée Forevermore en production, et des éditions longues de Into the Light et Restless Heart.En novembre, Whitesnake et Journey annoncent une tournée britannique pour 2013.

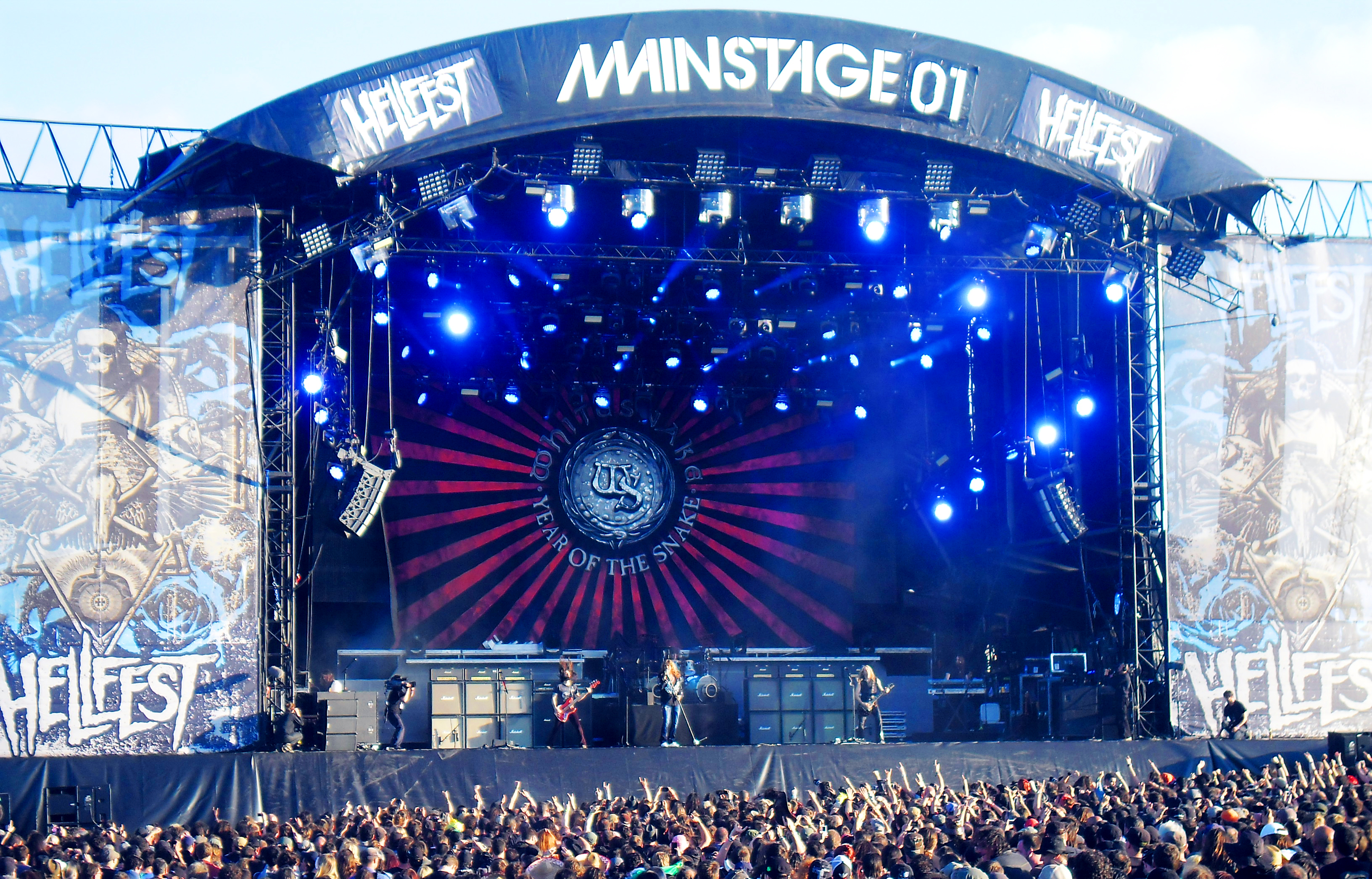
Whitesnake au Hellfest 2013

### The Purple Album(2015-2017)
Le 25 février 2015, le groupe annonce The Purple Album via Frontiers Records. Cet album contient uniquement des reprises de Deep Purple Mark III en version réarrangées. Le 17 avril, le chanteur et instrumentaliste Michele Luppi est annoncé en remplacement de Brian Ruedy. L'album débute à la 84e position du Billboard 200, avec plus de 6 900 exemplaires vendus en une semaine.
En 2018, Whitesnake fait une tournée aux États-Unis avec Foreigner lors du Juke Box Heroes Tour, et sort le coffret Unzipped, qui comprend divers enregistrements acoustiques de la carrière du groupe.

### Flesh & Blood (2018-2019)

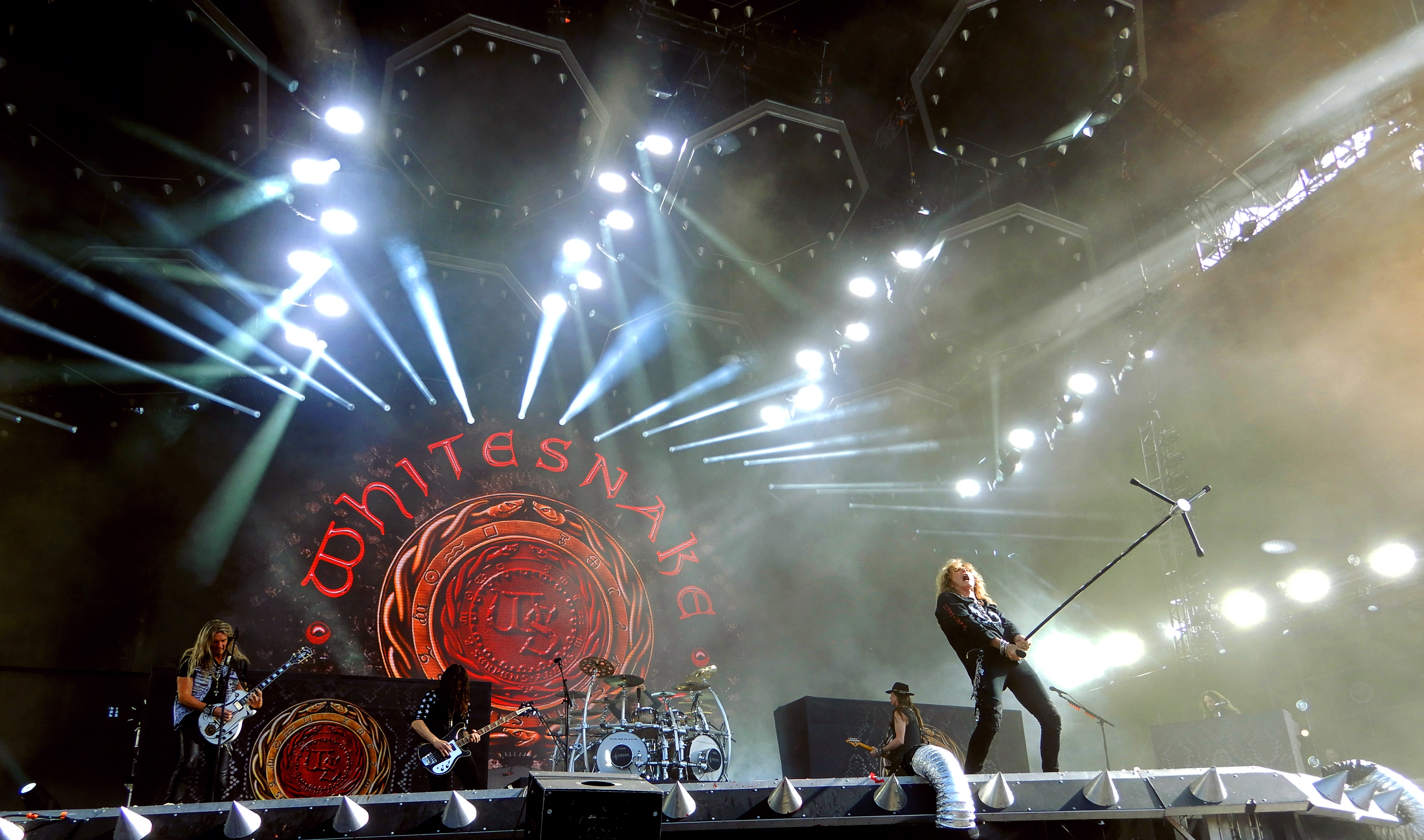
Whitesnake au Hellfest 2019

Le treizième album studio de Whitesnake doit initialement sortir au début de 2018, mais est repoussé après que Coverdale a contracté la grippe H3. En avril 2018, le disque est à nouveau reporté au début de 2019 en raison de « problèmes techniques » non spécifiés au cours du processus de mixage. Cette année-là, Coverdale subit également une arthroplastie du genou en raison d'une arthrite dégénérative. Cependant, il réitère plus tard son intention de ne pas prendre sa retraite, déclarant qu'il se sent « revigoré, énergique et très inspiré »
Flesh & Blood sort le 10 mai 2019. Le disque a vu Coverdale écrire avec Reb Beach et Joel Hoekstra pour la première fois, tandis que la production a été gérée par les trois avec Michael McIntyre.

### Nouveaux membre et tournée (2021-2022)
Le 27 juillet 2021, le groupe annonce sur son site officiel l'arrivée du croate Dino Jelusić. Ce dernier chante et joue des claviers, de la guitare, de la basse et de la batterie. Ce qui réjouit David Coverdale : « Je suis absolument ravi d’accueillir le très talentueux Dino Jelusick au sein de Whitesnake. Nous avons les yeux et les oreilles sur lui depuis que nous avons joué ensemble à Zagreb il y a deux ans. Vous allez l’adorer ! »,.
Une tournée au Royaume-Uni et en Irlande est prévue au printemps 2022 en compagnie de Foreigner,.
Le 13 novembre 2021, le groupe annonce l'arrivée dans le groupe de son premier membre féminin : la bassiste irlandaise Tanya O'Callaghan en remplacement de Michaël Devin qui a quitté le groupe.

## Discographie

### Albums studio
- 1978 : Snakebite
- 1978 : Trouble
- 1979 : Lovehunter
- 1980 : Ready an' Willing
- 1981 : Come an' Get It
- 1982 : Saints and Sinners
- 1984 : Slide It In
- 1987 : Whitesnake / 1987
- 1989 : Slip of the Tongue
- 1997 : Restless Heart
- 2008 : Good to Be Bad
- 2011 : Forevermore
- 2013 : Made In Britain/The World Record
- 2015 : The Purple Album
- 2019 : Flesh & Blood

### Albums en concert
- 1978 : Live at Hammersmith
- 1980 : Live...in the Heart of the City
- 1998 : Starkers in Tokyo
- 2006 : Live: In the Shadow of the Blues
- 2013 : Made In Japan
- 2018: The Purple Tour Live

## Membres

### Membres actuels
- David Coverdale – chant (1978–1991, 1994, 1997, depuis 2002)
- Tommy Aldridge – batterie, percussions (1987–1991, 2002–2007, depuis 2013)
- Reb Beach – guitare, chœurs (depuis 2002)
- Joel Hoekstra – guitare, chœurs (depuis 2014)
- Michele Luppi – clavier, chœurs (depuis 2015)
- Dino Jelusić - chant, claviers, guitare (depuis 2021)
- Tanya O'Callaghan : basse (depuis 2021)

### Anciens membres
- Micky Moody - guitare (1978-1984)
- Bernie Marsden (†) - guitare (1978-1982), mort le 24 août 2023
- Neil Murray - basse (1978-1982, 1984)
- Dave Dowle - batterie (1978-1979)
- Peter Soller - claviers (1978)
- Jon Lord (†) - claviers (1978-1984), mort le 16 juillet 2012
- Ian Paice - batterie (1979-1982)
- Mel Galley (†) - guitare (1982-1984), mort le 1er juillet 2008
- Colin Hodgkinson - basse (1982-1984)
- Cozy Powell (†) - batterie (1982-1984), mort le 5 avril 1998
- John Sykes (†) - guitare (1984-1987), mort le 20 janvier 2025
- Richard Bailey - claviers (1984)
- Don Airey - claviers (1985-1987, 1989)
- Bill Cuomo - claviers (1985-1987)
- Adrian Vandenberg - guitare (1985-1991, 1994, 1997)
- Mark Andes - basse (1985-1987)
- Dann Huff - basse (1985-1987)
- Denny Carmassi - batterie (1985-1987, 1994, 1997)
- Vivian Campbell (1987-1988)
- Rudy Sarzo - Basse (1987-1991, 1994)
- Waren DeMartini - guitare (1994)
- Paul Mirkovich - claviers (1994)
- Guy Pratt - basse (1997)
- Brett Tuggle - claviers (1997)
- Steve Farris - guitare (1997)
- Tony Franklin - basse (1997)
- Derek Hilland - claviers (1997)
- Steve Vai - guitare (1989-1990)
- Doug Aldrich - guitare (2002-2014)
- Marco Mendoza - basse (2002-2005)
- Timothy Drury - claviers (2002-2010)
- Uriah Duffy - basse (2005-2010)
- Chris Frazier - batterie (2007-2010)
- Brian Tichy - batterie (2010-2012)
- Brian Ruedy - clavier (2010-2014)
- Michael Devin – basse, harmonica, chœurs (2010-2021)